# Călătorie intergalactică

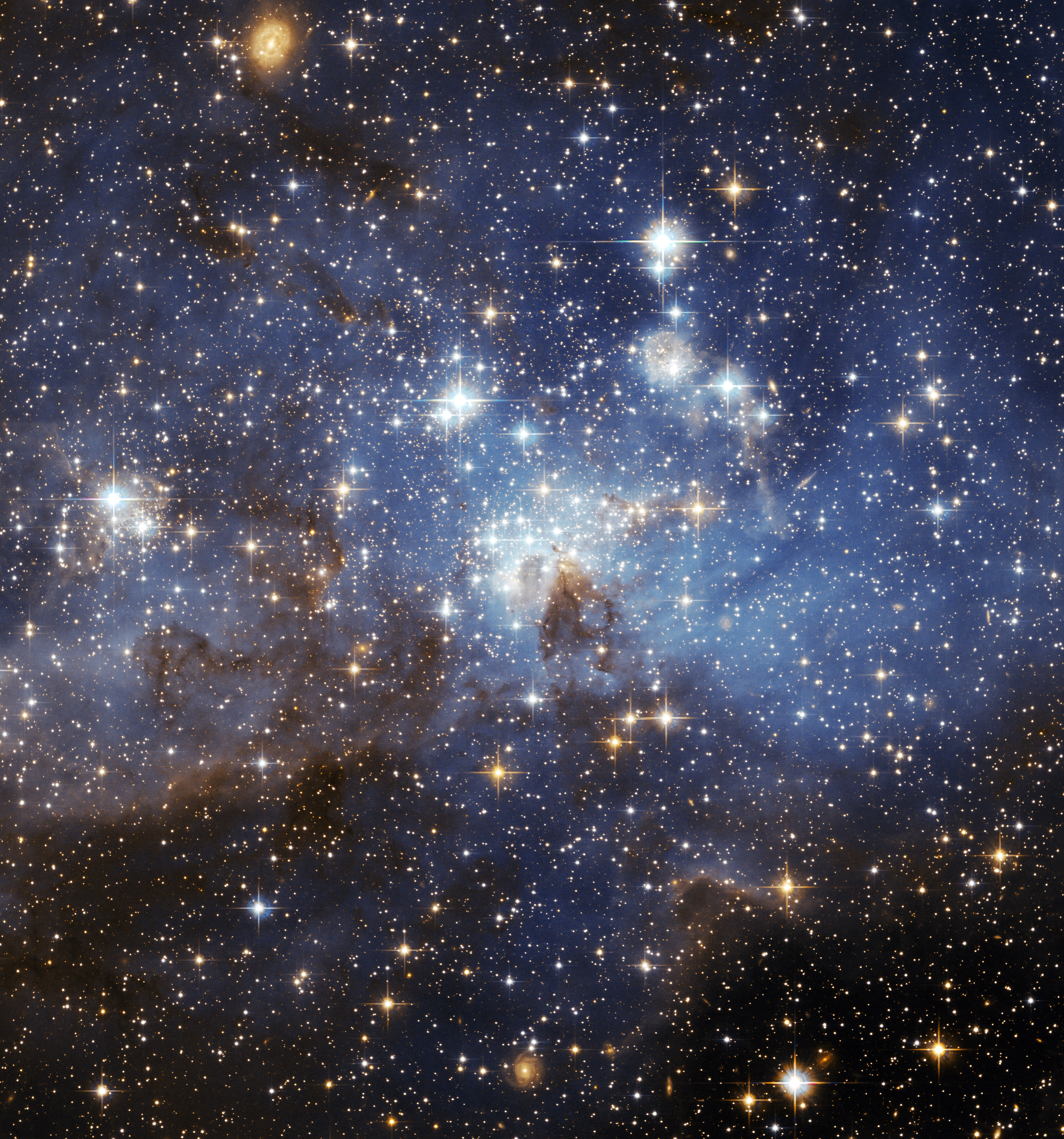
Stelele din Marele Nor al lui Magellan, o galaxie pitică. Aflată o distanta de 160.000 de ani-lumină, MNM este cea mai apropiată a treia galaxie de Calea Lactee după Norul stelar din Săgetător și Galaxia Pitică din Câinele Mare.

Călătoria intergalactică este călătoria între galaxii. Datorită distanțelor enorme dintre Calea Lactee și chiar și cei mai apropiați vecini ai săi, cerințele necesare realizării unei astfel de călătorii ar fi mult mai exigente decât tehnologia cerută de zborul interstelar. Distantele intergalactice sunt aproximativ de un milion de ori mai mari decât cele dintre stelele aceleiași galaxii. Tehnologia necesară pentru a călători fezabil între galaxii pe parcursul vieții unui om este cu mult dincolo de capacitățile actuale ale omului și este în prezent doar obiectul unor speculații, ipoteze și o temă a științifico-fantasticului.

## Dificultățile călătoriei intergalactice și o soluție posibilă
Călătoria intergalactică realizată de către oameni este în întregime dincolo de capacitățile actuale inginerești și discutarea acestui subiectului este speculativă, fiind la limita științifico-fantasticului. Distantele implicate necesită metode de propulsie așa de avansate încât ar trebui depășite bariere considerate în prezent de neatins, de exemplu de a propulsa o navă spațială de dimensiuni uriașe aproape de viteza luminii. Orice navă viabilă ar avea nevoie să atingă viteze extreme relativiste. În timp ce lumina are nevoie de aproximativ 2,54 milioane de ani să traverseze distanța dintre Pământ și galaxia Andromeda, ar fi nevoie de un timp mult mai scurt pentru un călător la viteza relativistă ca urmare a efectelor de dilatare a timpului; timpul experimentat de călător fiind influențat atât de viteză (mai mică decât viteza luminii) cât și de distanța parcursă (contracția lungimii).
Dacă călătoria nu ar avea loc la aceste viteze foarte mari, nava intergalactică ar trebui dotată cu sisteme de menținere a vieții potențial capabile să susțină viața umană timp de mii de generații și cu un design structural capabil să supraviețuiască timp de milioane de ani. Acest lucru ar include în sine sistemul de propulsie, care ar trebui să lucreze perfect toată durata călătoriei.
Un alt obstacol ar fi navigația navei spațiale trebuind îndeplinite cerințe ca: stabilirea unui curs care să ducă nava în galaxia țintă și de asemenea identificarea unei stele, a unui sistem stelar și al unei plante capabile să susțină viața. Aceste lucruri ar necesita o înțelegere deplină a mișcării galaxiei față de o altă galaxie, mișcare neînțeleasă pe deplin în prezent de către știința terestră. Există, de asemenea, o altă problemă importantă, chiar și în cazul sondelor fără pilot, și anume că toate comunicațiile dintre navă și planeta sa de origine au loc doar la viteza luminii, fiind necesare milioane de ani pentru ca informațiile să traverseze distantele colosale implicate. Chiar dacă nava ar putea ajunge într-o altă galaxie, se pare că nu există nicio modalitate de a transmite informații acasă.
Potrivit cunoștințele actuale din fizică, un obiect aflat în spațiu-timp nu poate depăși viteza luminii, lucru care aparent face ca orice obiect să călătorească milioane de ani pentru a se deplasa între două galaxii învecinate. În domeniul științifico-fantastic se utilizează frecvent concepte speculative, cum ar fi găurile de vierme și hiperspațiul, ca mijloace de a ocoli această problemă.
Unitatea Alcubierre este singura metodă posibilă cunoscută, deși extrem de ipotetică, care este capabilă să propulseze o navă spațială la viteze supraluminice. Nava în sine nu s-ar mișca mai repede decât lumina, dar spațiul din jurul său ar făcea-o, permițând practic în teorie deplasarea intergalactică. Nu există nicio modalitate cunoscută de a crea un val de distorsionare a spațiului care este necesar pentru ca acest concept să funcționeze, dar valorile ecuațiilor sunt în conformitate cu teoria relativității și cu limitarea pe care o impune viteza luminii.

## Călătorire intergalactică pe cale naturală
Teoretizate în 1988, și observate în 2005, există stele care se deplasează mai repede decât viteza de evadare din Calea Lactee și călătoresc în afara acesteia în spațiul intergalactic. O teorie privind existența lor spune că există o gaură neagră supermasivă în Centrul Galactic care a ejectat stele din galaxie la o rată de aproximativ o dată la o sută de mii ani. Până în 2010, șaisprezece stele de mare viteză (de până la 1000 km/s) au fost observate. . Despre praful intergalactic, de asemenea, se crede că a fost ejectat din galaxii și a fost observat în spațiul intergalactic.

## Cele mai apropiate galaxii

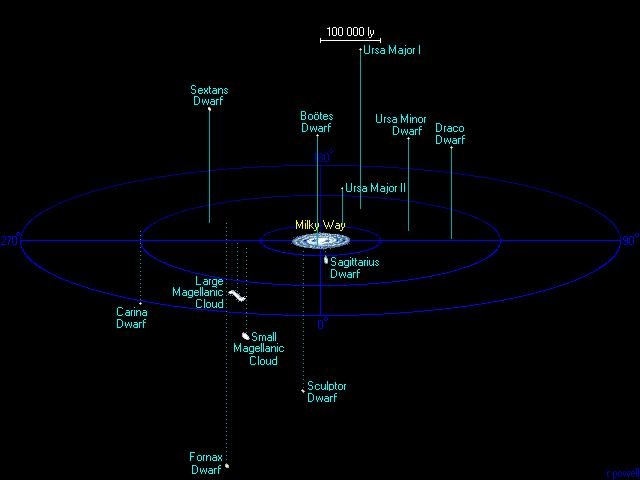
Cele mai apropiate galaxii de Calea Lactee și implicit de Pământ